# گریستن (فیلم ۲۰۰۷)
«گریستن» (انگلیسی: The Cry (2007 film)) یک فیلم است که در سال ۲۰۰۷ منتشر شد. از بازیگران آن می‌توان به کریستیان کامارگو اشاره کرد.